# Jean Luret
 (septembre 2018).
Jean Luret, né le 6 août 1942 à Châteauroux et mort le 1er juin 2021 à Limoges, est un réalisateur, producteur et scénariste français.

## Biographie
Au début des années 70 Jean Luret voyage en Afrique et réalise 9 films court métrage inspirés par le cinéma direct de Jean Rouch[Interprétation personnelle ?] ; prémices à une longue carrière dans la production et la réalisation de films documentaires.[Interprétation personnelle ?] Ces films ont été exploités en leur temps par la Société ivoirienne de cinéma (SIC).[réf. nécessaire]
De 1975 à 1980, il participe à la vague de cinéma érotico libertaire, puis de 1981 à 1985, à la période des comédies populaires où il réalise Adam et Eve avec Michel Galabru et Alice Sapritch.
En parallèle il réalise des captations événementielles et théâtrales ainsi que grand nombre de films institutionnels.

## Filmographie
(novembre 2018).

### Réalisateur / Producteur

#### Courts métrages
- Juju
- L'Orange
- Le bois qui pleure
- San Pedro
- Soleil, vacances et Côte d'Ivoire
- Progression
- Un port au soleil
- Villes nouvelles
- Industrie en Côte d'Ivoire
- Le Dionysos Noir de Roger Garaudy
- Eclats de luxe

#### Télévision
- Le Trois de cœur
- Baisers exotiques
- Le Triangle écorché de Pierre Kalfon
- Safari érotico
- La vie sentimentale de Walter Petit de Serge Korber
- Ma femme vous plait, j'adore la votre de Georges Cachoux
- Les petites têtes
- 1983 : C'est facile et ça peut rapporter... 20 ans
- Aventures aux tropiques d'Alain Naurois
- Escale à Montréal de Didier Farré
- Le Ringard d'A. M. Blues
- Maryline
- Adam et Ève
- Comme des bêtes
- Star 70
- Ninon, ni oui de Pierre Reinhard

#### Documentaires
- Folies Berrichonnes
- Fashion, oh la la
- Body-mania
- L’hiver de la Haute Couture
- Ah la Mode
- La mode des grands créateurs
- Les deux pieds dans le terroir
- Folies villageoises
- Paris, capitale de la mode
- Voyage en haute lingerie
- L’homme parfait
- La femme parfaite
- 2009 : Katoucha, le destin tragique d’un top model
- L’extravagant destin de Geneviève de Fontenay
- Les nuits bleues de Michou
- Poulidor, notre champion
- Paris chic, anthologie de la mode
- Glamour et chic
- Art de vivre
- Fêtes au village
- Créateurs d'élégance

## Théâtre
- Pierre Péchin
- Muriel Montossey
- Robert Castel
- Les mangeuses d'hommes
- Les chaussures de Mme Gilles
- Laurent Violet
- Sans mentir
- André Valardy
- Les Boudins
- Vanille Fraise
- Les Babas cadres
- Du rififoin dans les labours
- Jeanine Truchot
- Bernadette calme toi - Anne Roumanoff
- Bien dégagé autour des oreilles - Chevallier et Laspalès

## Événementiel
Il a participé à 830 défilés de mode avec coulisses et ITW des couturiers et célébrités.